# Калатозішвілі Михайло Георгійович
Михайло Георгійович Калатозішвілі (рос. Михаил Георгиевич Калатозишвили, груз. მიხეილ გიორგის ძე კალატოზიშვილი; *19 травня 1959, Тбілісі — 12 жовтня 2009) — грузинсько-російський кінорежисер, актор і сценарист.
Михайло Калатозішвілі родився в Тбілісі, син кінооператора, актора і режисера Георгія Калатозішвілі і внук кінорежисера і сценариста Михайла Калатозова.
Закінчив режисерський факультет ВДІКа (майстерня Юхима Дзигана). Перший фільм режисера «Механік» за повістю Андрія Платонова був знятий в 1981 році. У 1991 році вийшов фільм «Обранець», що отримав спеціальний приз кінофестивалю в Мадриді, а в 2000 році — фільм «Містерії».
Останній фільм Калатозішвілі «Дике поле», що вийшов в 2008 році, отримав премії російських і міжнародних кінофестивалів, зокрема «Золотий орел», «Білий слон» і гран-прі кінофестивалю в Марракеші.
Помер 12 жовтня 2009 в Москві від інфаркту у віці 50 років.